# 뽀모
뽀모(PPOMO)는 유튜브와 트위치에서 게임과 ASMR을 주요 콘텐츠로 활동하는 크리에이터이다. 게임을 메인 콘텐츠로 크리에이터 활동을 시작했으나, 현재는 ASMR 콘텐츠가 더 인기를 얻고 있다. 특히 ASMR 콘텐츠는 국내 뿐만 아니라 해외에서도 크게 인기를 얻고 있다. ASMR 채널인 ASMR PPOMO는 2019년 12월 현재 구독자 수 200만 명을 넘어섰고,  한국 유튜브 채널 중 95위에 올라있다. 또한 2019년 5월 현재 트위치 채널의 팔로워 수는 약 8만여 명이다.